# Triumfetta appendiculata
Triumfetta appendiculata är en malvaväxtart som beskrevs av Ferdinand von Mueller. Triumfetta appendiculata ingår i släktet triumfettor, och familjen malvaväxter. Inga underarter finns listade i Catalogue of Life.